# Passo della Greina
Der Passo della Greina (rätoromanisch Pass Crapⓘ, deutsch Greinapass) liegt auf der Grenze zwischen den Schweizer Kantonen Tessin im Westen und Graubünden im Osten auf einer Höhe von 2354 m ü. M. in den Adula-Alpen. Zusammen mit dem Lukmanierpass wurde er schon von den Römern benutzt.

## Greina-Hochebene
Das Greinagebiet Aue Plaun la Greina ist eine ungefähr sechs Kilometer lange und einen Kilometer breite Hochebene auf einer Höhe von rund 2200 Metern, die im nördlichen Teil durch den mäandernden Rein da Sumvitg durchflossen wird. Bekannt wurde die unberührte Naturlandschaft 1948/49 und 1985, als gegen ein Wasserkraftwerksprojekt mit Stausee in der Greina landesweit protestiert wurde. Aufgrund des höheren möglichen Gefälles wäre dabei das Wasser des zum nördlichen Einzugsgebiet des Rheins gehörenden Gebietes auf der Alpensüdseite turbiniert worden. Die erste Konzession war 1916 vergeben worden, für das letzte Projekt war ein Baubeginn für 1991 geplant. Es wurde am 22. Dezember 1986 zurückgezogen.
Die Biotopenvielfalt der Ebene ist aussergewöhnlich und einzigartig. Die Greinaebene wurde 1996 zusammen mit den umliegenden Bergmassiven als Schutzzone mit der Bezeichnung «Greina – Piz Medel» ins Bundesinventar der Landschaften und Naturdenkmäler von nationaler Bedeutung aufgenommen.
Beliebte Stützpunkte für Wanderungen sind die 1925 gebaute Terrihütte, Eigentum der Sektion Piz Terri des Schweizer Alpen-Clubs in einer nördlich der Ebene gelegenen eigenen Geländekammer und die Motterasciohütte, Eigentum der Sektion Tessin im Süden der Greina-Ebene. Westlich des Greinapasses liegt die Capanna Scaletta der Società Alpinistica Ticinese SAT.
Die Greina-Ebene sollte Teil des für 2015 geplanten Parc Adula werden. Er ist bei der Volksabstimmung am 27. November 2016 gescheitert.
Durch die Ebene und über den Pass führt die vierte Etappe des Alpenpässe-Wegs (nationale Route 6 der Schweizer Wanderwege).

## Zugänge
Es gibt verschiedene Zugänge und Tourenmöglichkeiten in das Gebiet. Im Sommer können Greina und Terrihütte auf Wanderwegen von der Bündner Seite von Vrin aus (Postauto) via Pass Diesrut, von Rabius aus (Bahnstation) durch das Val Sumvitg und über einen teilweise etwas steilen Anstieg beim Crest la Greina erreicht werden. 2018 wurde am unteren Ende der Greina eine 65 Meter lange Hängebrücke erbaut, die den Rein da Sumvitg in 40 Meter Höhe überspannt. Dadurch wurde die Verbindung von Terrihütte und Greina um einen Zwischenanstieg verkürzt.
Von der Tessiner Seite her wird in Olivone (Postauto) bzw. Campo (Blenio) gestartet. Von dort geht es entweder dem Lago di Luzzone entlang zur Motterasciohütte und weiter über den Pass Crap la Crusch, oder das Val Camadra hinauf zum Pass la Greina.
Die regulären Postautolinien werden im Sommer durch den «Bus Alpin» verlängert: Von Vrin nach Puzzatsch, von Rabius nach Runcahez und von Olivone nach Pian Geirett im Val Camadra.

## Galerie

Werner Friedli (Fotograf): Greinapass, Tessiner- und Walliser-Berge, historisches Luftbild (1954)
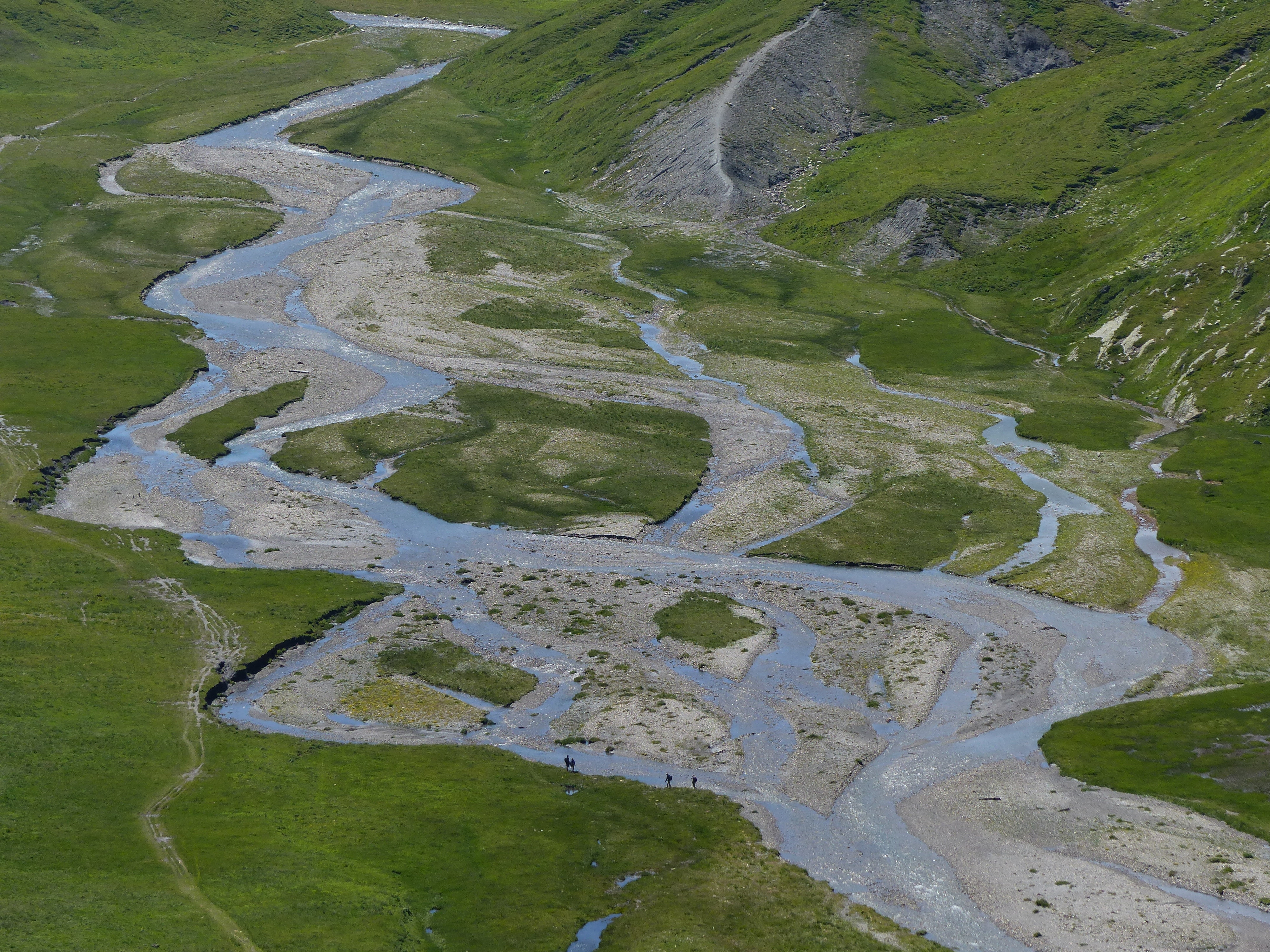
Mäander des Rein da Sumvitg
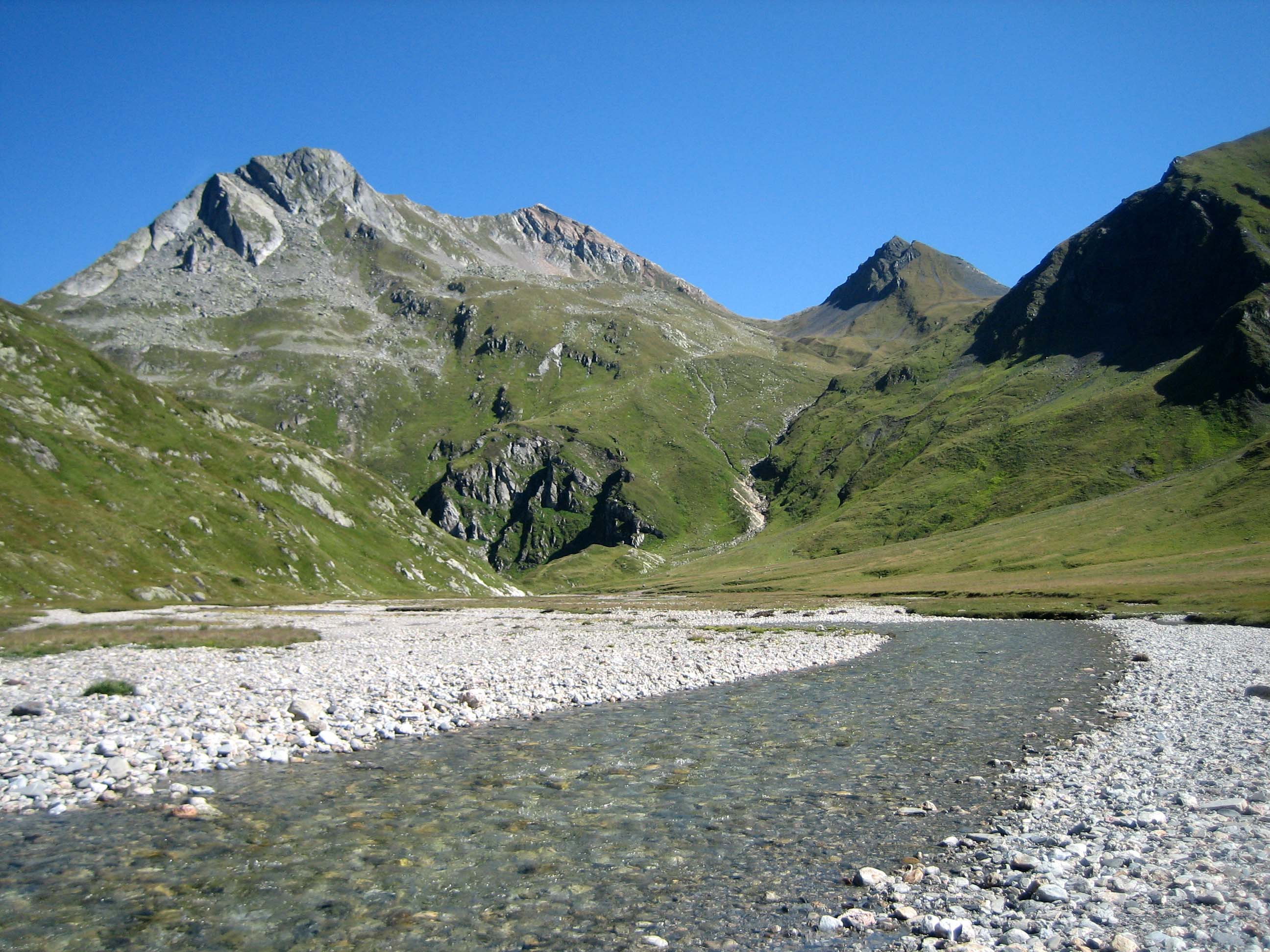
Blick nach Nordost, rechts hinten der Aufstieg zum Pass Diesrut
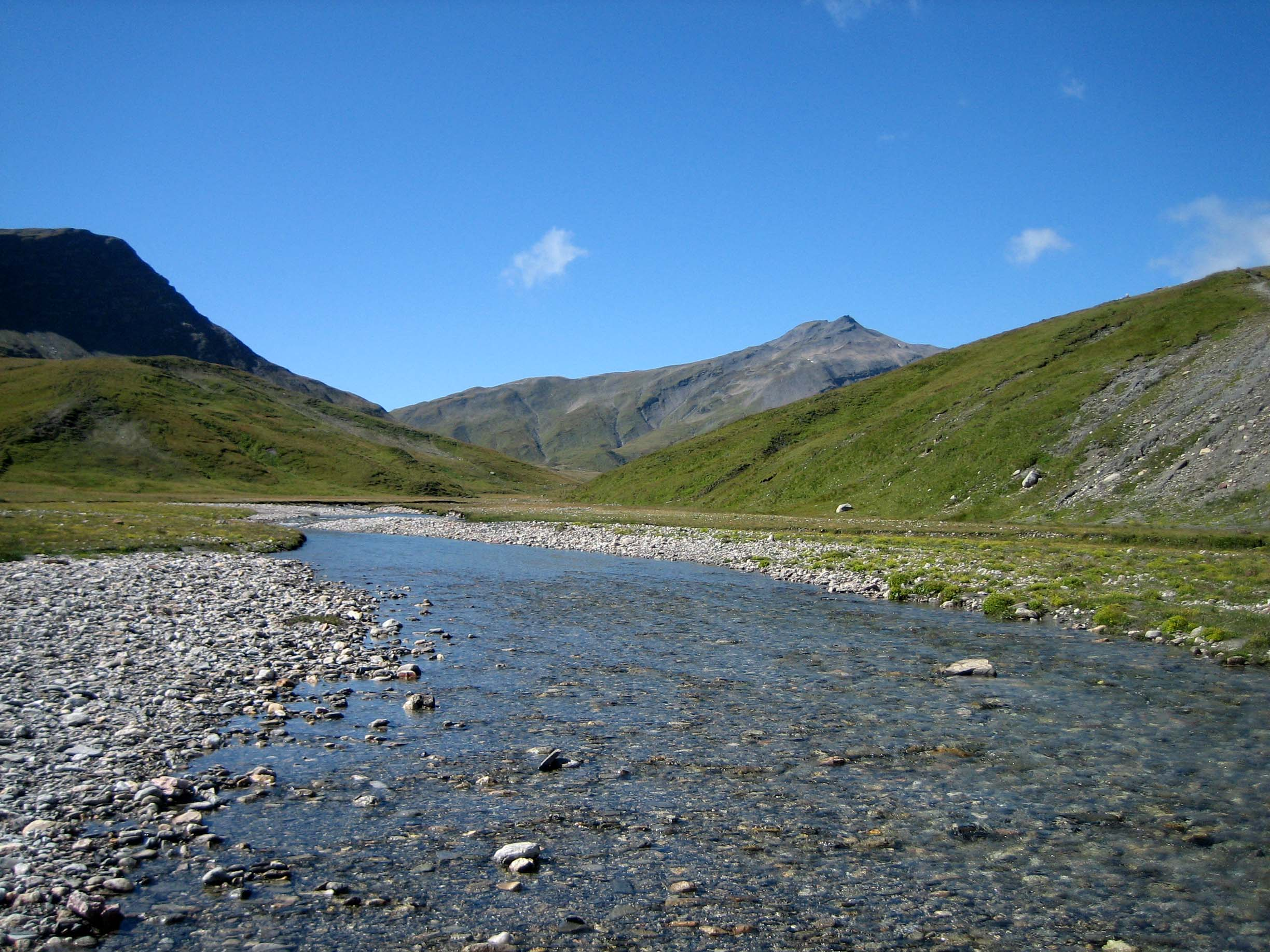
Blick nach Südwest
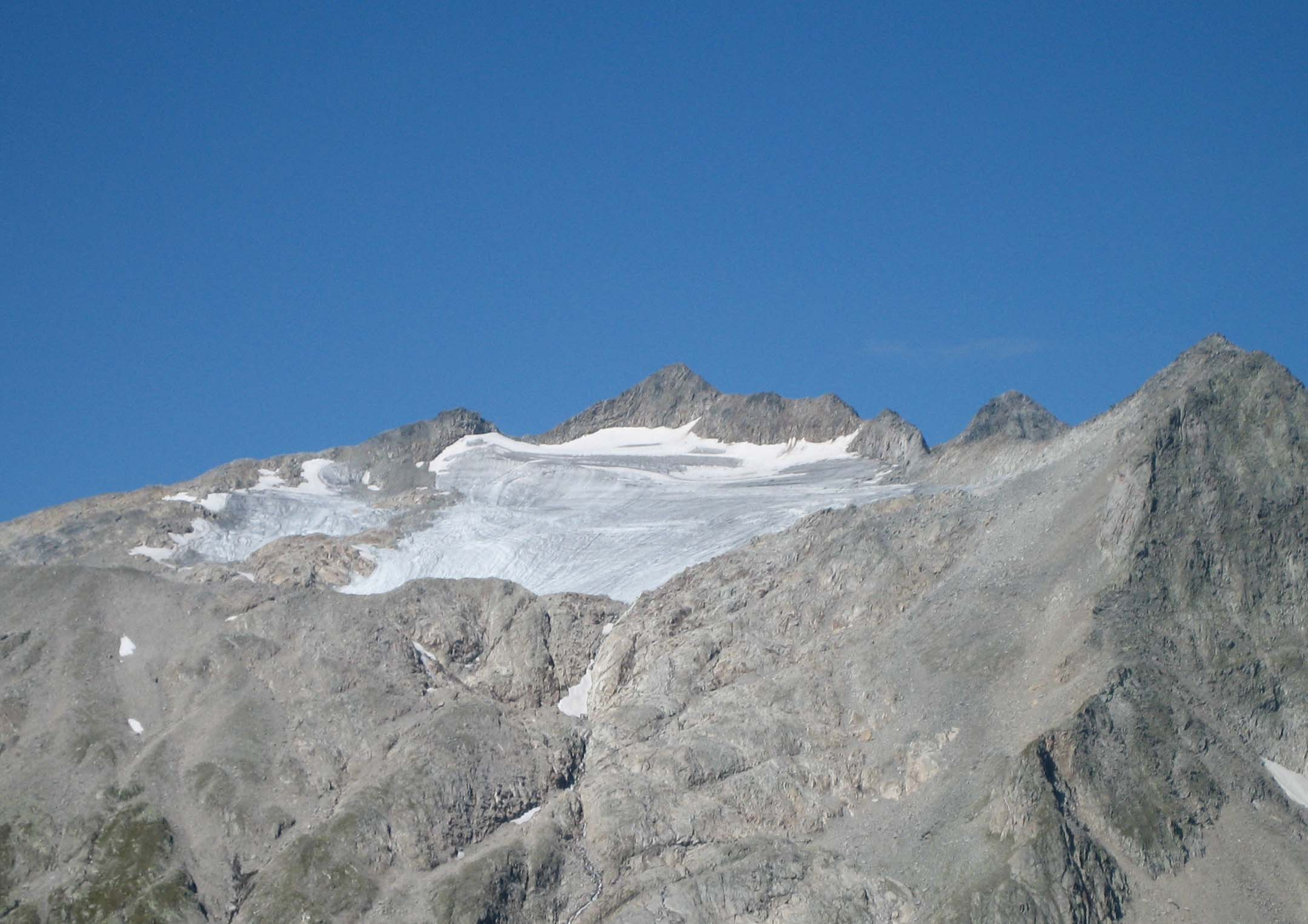
Greinagletscher
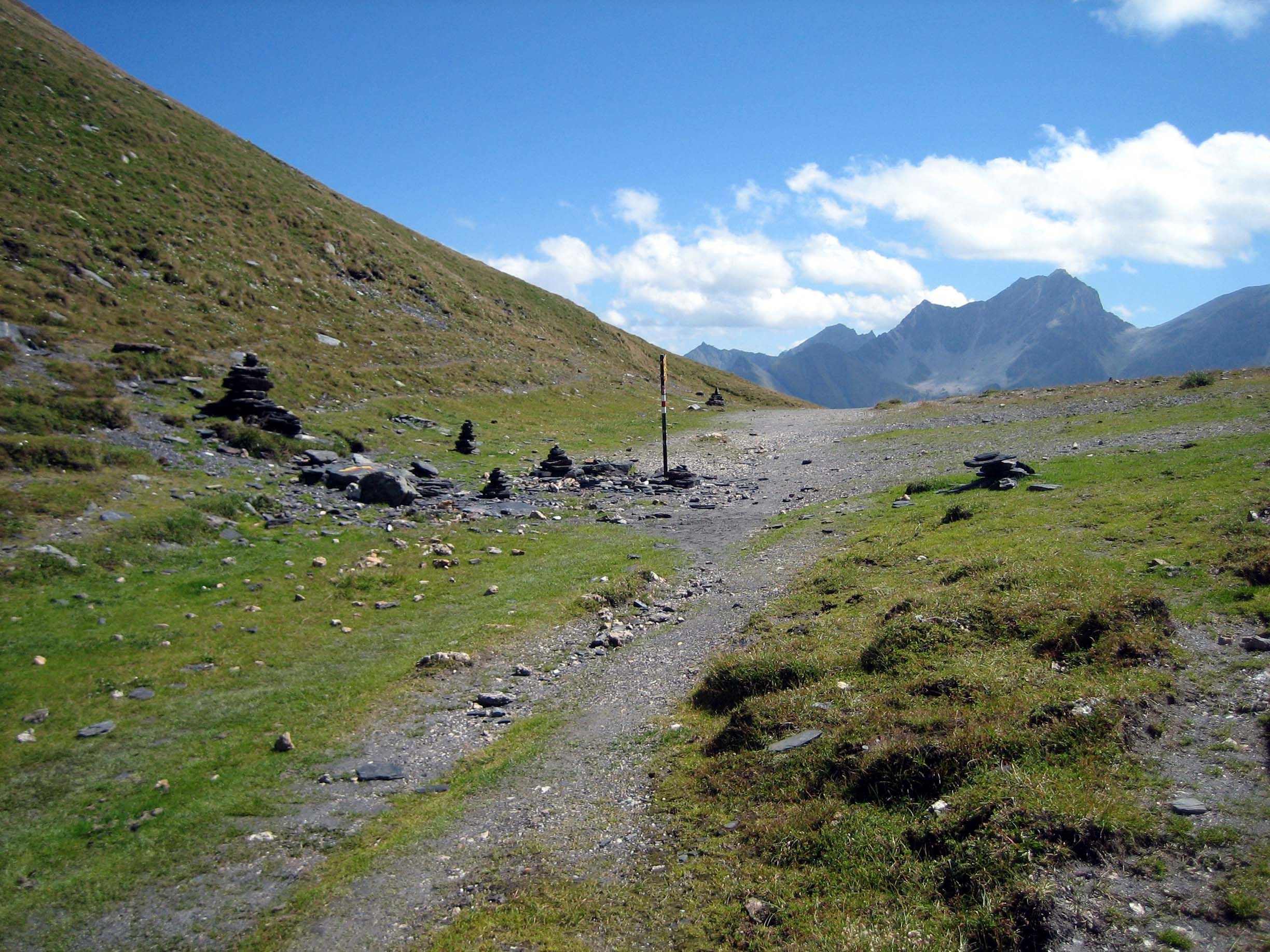
Pass Diesrut vor dem Abstieg nach Vrin